# Ectmetopterus
Ectmetopterus is een geslacht van wantsen uit de familie van de Miridae (Blindwantsen). Het geslacht werd voor het eerst wetenschappelijk beschreven door Odo Reuter in 1906.

## Soorten
Het genus bevat de volgende soorten:

- Ectmetopterus bicoloratus (Kulik, 1965)
- Ectmetopterus comitans (Josifov & Kerzhner, 1972)
- Ectmetopterus fuscosus (Zou, 1985)
- Ectmetopterus maculipes (Zou, 1985)
- Ectmetopterus micantulus (Horváth, 1905)
- Ectmetopterus mishmiensis
- Ectmetopterus nandiensis
- Ectmetopterus niger (Zou, 1985)